# Masaguppi, Gokak
Masaguppi là một làng thuộc tehsil Gokak, huyện Belgaum, bang Karnataka, Ấn Độ.